# Битка за Бани Валид (2012)
Битка за Бани Валид, која је почела 23. јануарa 2012. и трајала до 29. јануара, водила се између гадафијеве Зелене армије и побуњеничког Прелазног националног савета. Узрок битке био је хапшење неколико званичника Муамера ел Гадафија а завршила се победом Зелене армије. Зелени контра-револуционари окачили су либијски зелени барјак свугде у Бани Валиду. Гадафијевим снагама су командовали Хамис ел Гадафи и вође племена Варфала а побуњеничким снагама командовао је Абделхаким Бел Хађ, војни командант Триполија и познати човек Ал Каиде.

### Почетак сукоба
Узрок за избијање сукоба у Бани Валиду био је хапшење неколико званичника Муамера ел Гадафија од стране бораца побуњеничког Прелазног националног савета. Гадафијеве снаге и борци племена Варфала превођени њиховим племенским вођама и Гадафијевим најмлађим сином Хамисом ел Гадафијем су изненада напали побуњеничку револуционарну бригаду и седиште НТЦ-а у Бани Валиду противтенковским гранатама и аутоматским оружјем. Убијено је 4-7 побуњеника, док са стране зелених снага није било губитака. Гадафијеве снаге су подигле либијски зелени барјак над градом и над свим осталим зградама, чиме су зелене снаге заузеле Бани Валид.

### Побуњенички напад на Бани Валид и крај Битке
Дана25. јануара, побуњеници предузимају први напад на Бани Валид у покушају да заузму град. Шаљу читав батаљон из Мисурате, али им прогадафи ћелија „Thaer Sirte“ и зелени батаљон „Almazarie“ из Сирта праве Мисратским побуњеницима заседу у којој им наносе тешке губитке и натерали их на повлачење, чиме је њихов први напад одмах пропао. Други напад на Бани Валид предузима војни командант Триполија и човек Ал Каиде Абделхаким Бел Хађ 29. јануара. Бел Хађ стиже са батаљоном из Триполија на источним капијама града, али зелени припадници „Хамис“ бригаде и Варфале нису давали ниједном побуњенику да уђе у град, јер како су рекли: „Бранићемо град до последњег метка!'“'. Припадници Варфале су одбили оба побуњеничка напада, чиме је Бани Валид сачувао слободу, што је уједно и велика победа Гадафијевих снага у грађанском рату.